# Divisa Nova
Divisa Nova là một đô thị thuộc bang Minas Gerais, Brasil. Đô thị này có diện tích 216,697 km², dân số năm 2007 là 5619 người, mật độ 27,7 người/km².